# Протести в Гонконзі (2019-2020)
Протести в Гонконзі проти закону про екстрадицію — масові протести в Гонконзі, колишній британській колонії, яка має статус особливого адміністративного району в складі КНР. Протести почались 31 березня 2019 року проти закону про екстрадицію.

## Перебіг подій

### 2019

#### Березень
31 березня Громадський фронт прав людини (CHRF), платформа для 50 демократичних груп, почав свій перший марш протесту проти законопроєкту 31 березня. Клаудія Мо, керівник демократичного табору, та Лам Вінг-Кі, власник книжкового магазину «Causeway Bay Books», якого було викрадено китайськими агентами 2015 року, очолили цей мітинг. У акції також взяли участь демократичні активісти, такі як Кардинал Джозеф Дзен, адвокати Мартін Лі та Маргарет Нґ та власник Apple Daily Джиммі Лай. Організатори стверджували, що в марші взяли участь 12 тис. людей, поліція оцінювала кількість у 5200.

#### Квітень

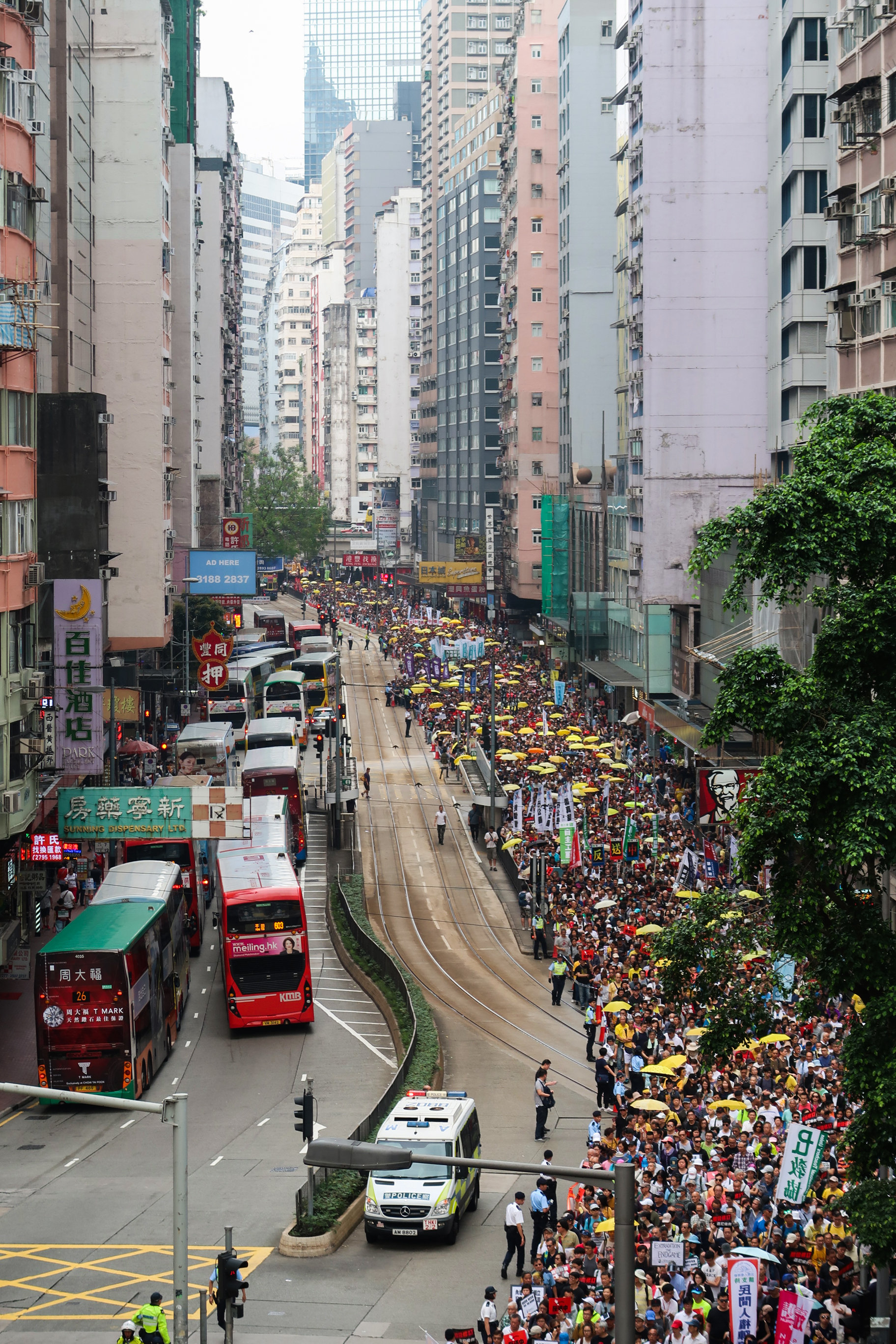
Тисячі протестувальників йдуть вулицею Ван Чай, 28 квітня 2019 року.

28 квітня відбувся другий марш протесту проти законопроєкту про екстрадицію. Мітинг мав довжину 2,2 км і тривав понад чотири години. Поліція оцінювала його у 22800 учасників, організатори — в 130 тисяч.
Наступного дня керівник Керрі Лам заявила, що законопроєкт все ж буде ухвалено, і що законодавчі збори повинні схвалити його до літньої перерви. Лам заявила, що Чан Тонг-кай, підозрюваний у вбивстві, може бути випущений з в'язниці до жовтня, тож треба терміново ухвалити законопроєкт про екстрадицію.

#### 6 червня
Гонконзькі юристи, стурбовані законопроєктом про екстрадицію, провели мовчазний марш 6 червня. Юристи в чорному вбранні, вчені юридичних наук та студенти юридичних вишів йшли з Суду до центральних органів правління Гонконгу. Денніс Квок, радник з юридичного виборчого округу, Мартін Лі та Деніс Чанг, два колишніх голови адвокатської асоціації Гонконгу, очолили марш. Група адвокатів три хвилини мовчки стояла перед штаб-квартирою уряду. Квак сказав: «Ми не будемо схиляти голови [перед урядом]». Понад 3000 юристів, що представляють близько чверті юридичних працівників міста, взяли участь у марші — п'ятому та найбільшому марші протестів, який проводили адвокати в Гонконзі з 1997 року.
Хоча адвокати, які протестували, висловлювали застереження щодо відкритості та справедливості системи правосуддя в Китаї, раніше секретар Лі заявив, що юридичний сектор не дуже розуміє законопроєкт, а деякі взагалі не читали його.

#### 9 червня
Перед тим, як уряд подав на повторне читання законопроєкт про екстрадицію у Законодавчій раді 12 червня, мітингарі закликали людей Гонконгу до маршу проти законопроєкту.
Поліція вимагала від транспортного управління (MTR) не зупиняти поїзди на станціях Wan Chai, Causeway Bay та Tin Hau протягом кількох годин. Протестувальники повинні були вийти на станцію раніше, щоб приєднатися до протесту. Поліція закликала протестувальників розійтись до 15:00, щоб не створювати заторів. Поліція згодом була змушена відкрити всі смуги для руху на Геннесі роад, попередньо відмовившись це зробити.
Деякі журналісти припускають, що це міг бути найбільшим протестом в Гонконзі, бо в ньому брало участь більше людей, ніж в протестах проти подій на площі Тяньаньмень 1989 року та демонстрації 1 липня 2003 року. Керівник CHRF Джиммі Шам заявив, що в марші взяли участь 1.03 млн людей, натомість поліція стверджувала, що їх було 240 тисяч.

#### Нічні сутички 9 червня
Сотні протестувальників стояли перед штаб-квартирою уряду до ночі, ще більше приєднувалося до них у відповідь на заклики Demosistō та активістів за незалежність. Поліція сформувала людський ланцюг, щоб не допустити протестуювальників до Харкорт-роуд, головної дороги поруч зі штаб-квартирою уряду, а Спеціальний тактичний загін (СТС) був у режимі очікування. Хоча CHRF офіційно закликав припинити марш о 22 годині, близько 100 протестувальників залишилися на Сівік-сквейр.

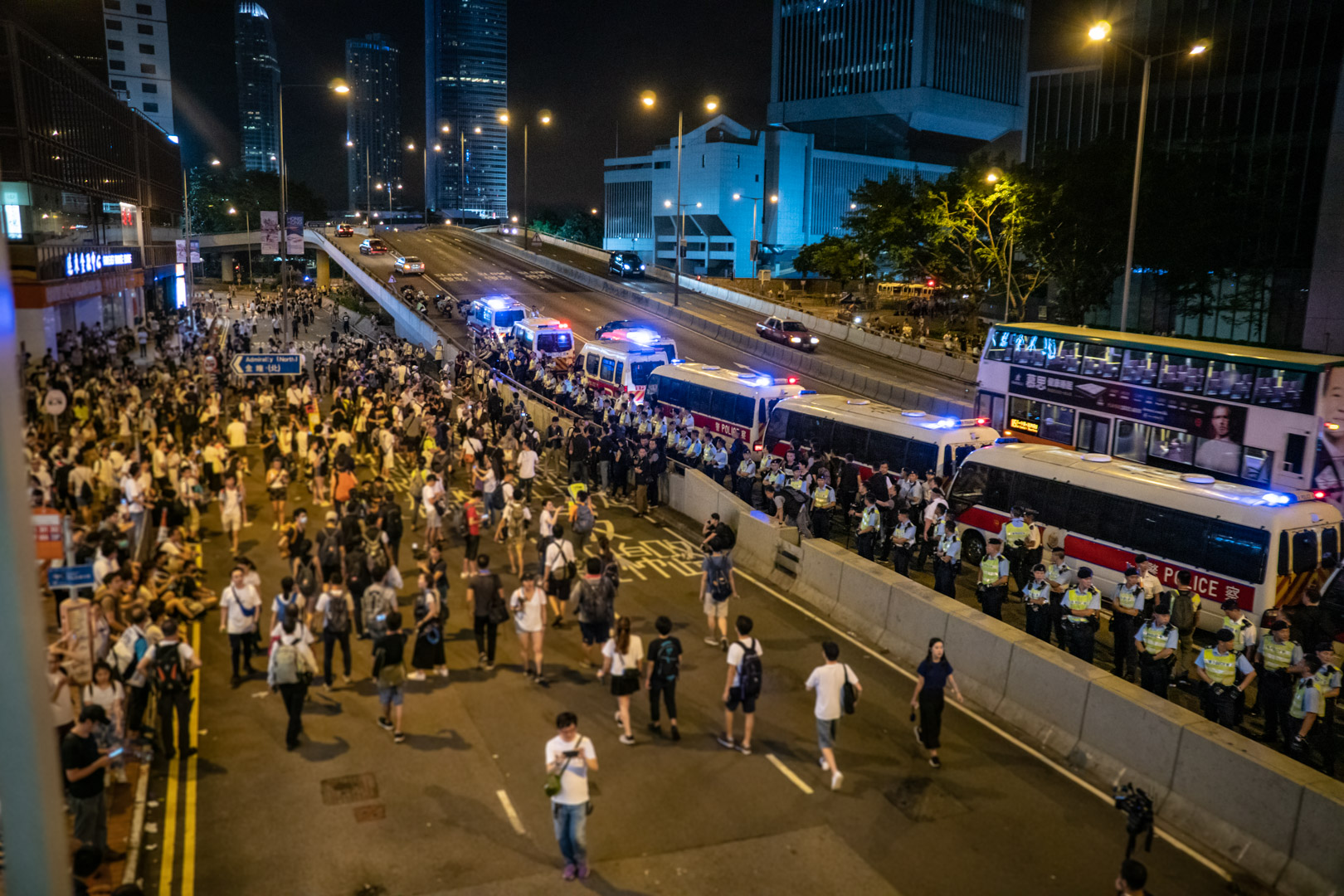
Мітингувальники та загони поліції на Харкорт-роуд. 9 червня 2019 року

О 23 уряд опублікував заяву в пресі, заявивши, що «визнає й поважає різні погляди людей на широке коло питань», але наполягає на тому, що дискусія з другого читання щодо законопроєкту відновиться 12 червня. У відповідь кілька членів Demosistō влаштували засідання поза комплексом Ради законодавчої ради, вимагаючи діалогу з Ламом і Лі, в той час як студентські групи за незалежність закликали до посилення акцій протесту.
Близько опівночі напруженість наростала, між протестувальниками та поліціянтами спалахнули сутички. Протестувальники кидали пляшки та уламки металу в поліцію та будували барикади, а поліціянти відповідали перцевим спреєм. Поліція почала відтискати мітингарів на тротуари. Сутички перейшли на дорогу Lung Wo, оскільки багато протестувальників забарикадувалися від поліціянтів. Кілька сотень протестувальників були відведені офіцерами на вулицю Лунга Кінга у Ван Чаї близько 2 ранку, а потім на Глостер-роуд.
Видання South China Morning Post назвало нічні протести схожими на «більші зіткнення під час акцій протесту 2014 року». Кількість протестувальників поступово зменшувалася приблизно з 3 години ночі. Наприкінці було заарештовано 19 протестувальників додатково до 358 осіб, 80 відсотків з них були молодшими за 25 років.
Наступного ранку Лам відмовилася відкликати законопроєкт, але визнала, що акція показала, що «законопроєкт має недопрацювання». На запитання щодо відставки вона відповіла, що важливо мати стабільну керівну команду, «коли наша економіка зазнає дуже серйозних викликів через зовнішню невизначеність».

#### 12 червня
12 червня поліція почала стріляти гумовими кулями в мітингарів.

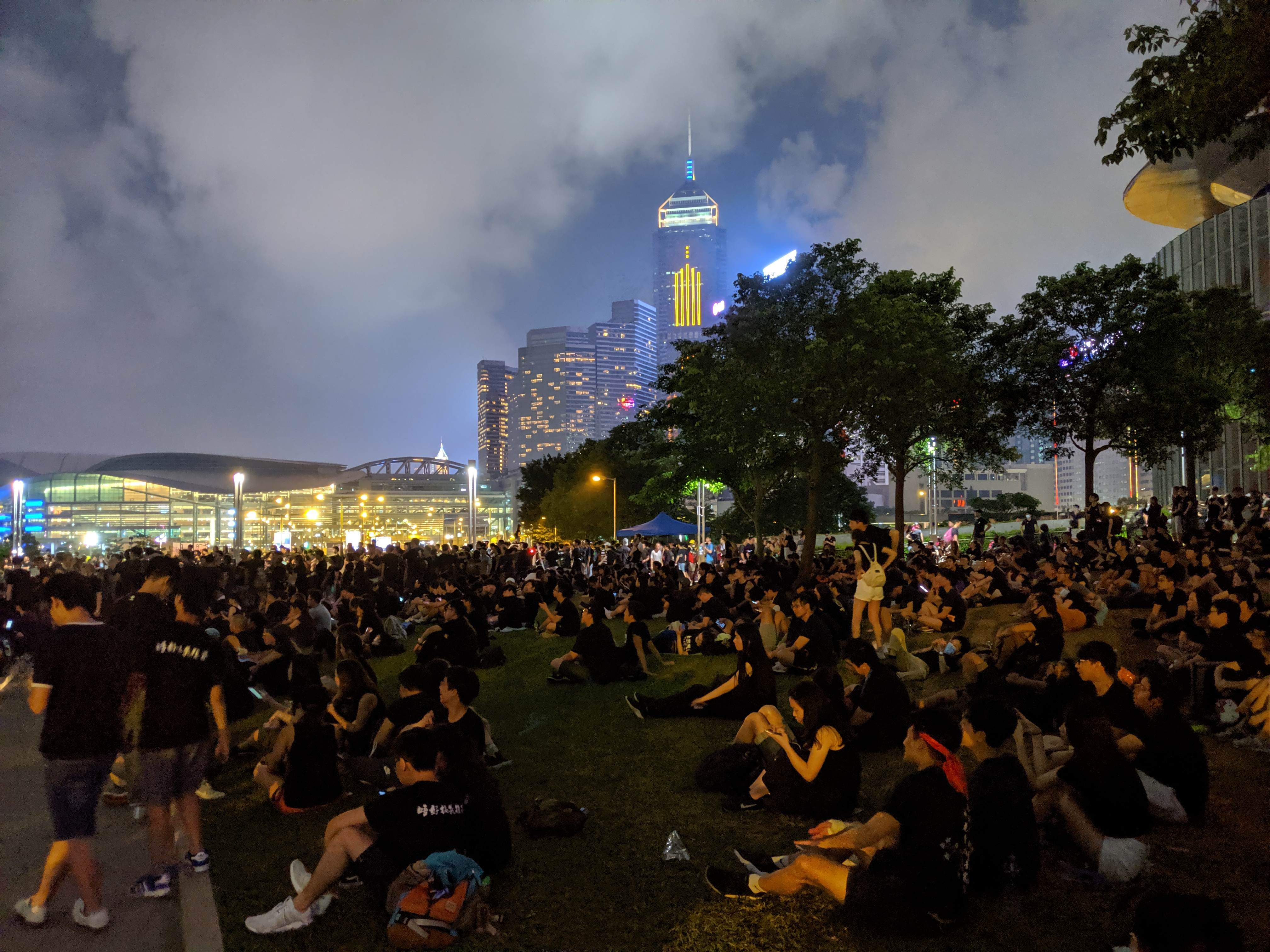
Протестувальники, 16 червня

#### Марш 16 червня
15 червня Керрі Лам оголосила паузу у процесі прийнятті законопроєкту про екстрадицію після того, як засідання Законодавчої переносили чотири дні поспіль. Продемократичний табір побоювався, що це лише тактичний відступ, і вимагав повного відкликання законопроєкту, заявляючи, що мітинги продовжаться 16 червня, як і було заплановано. Джиммі Шам з CHRF сказав, що заява Керрі може бути пасткою. Він висловилися за відставку Лам, вибачення за насильницьку поліцейську тактику щодо мирних протестувальників, звільнення заарештованих протестувальників та зняття офіційної характеристики протесту 12 червня як «бунт».

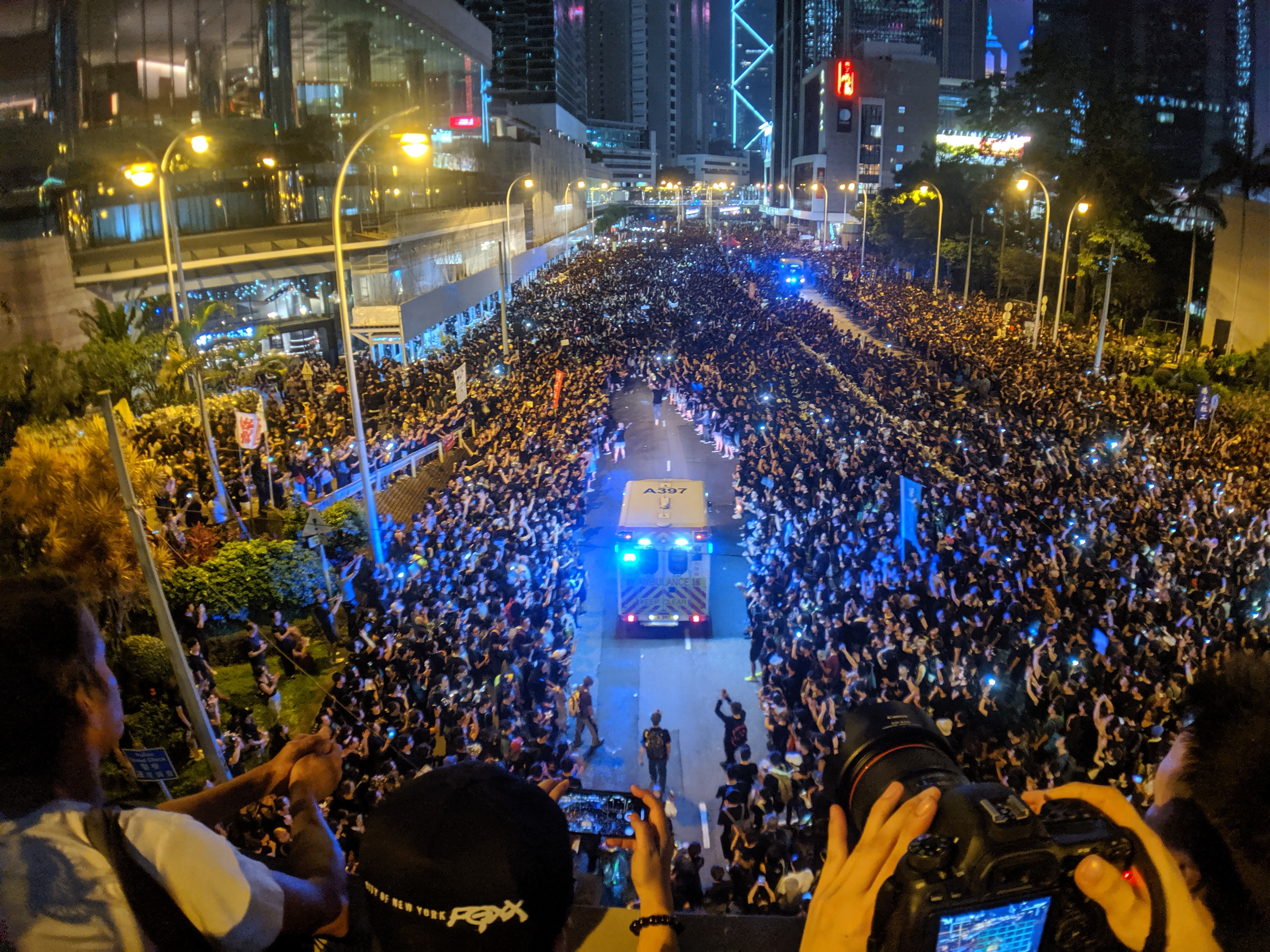
Протестувальники вночі пропускають машину швидкої допомоги на вулиці Квінсвей (16 березня).

Марш почався раніше запланованого, о 14:30 16 червня, від парку Вікторія, Коузейвей-Бей, до Законодавчої ради в Адміралтействі — маршрутом довжиною приблизно 3 км. Протестувальники були переважно одягнені в чорне, деякі носили білі стрічки на грудях, що символізувало згадку про жорстокість поліції під час розправи 12 червня. Багато протестувальників почали марш із North Point, коли поліція наказала транспорту не зупинятися на станції Tin Hau та Causeway Bay під час маршу. Залізничні вокзали були забиті сотнями тисяч людей, що приїхали на протести. Розмір натовпу змусив поліцію відкрити всі шість смуг дороги Хеннесі. Потім люди заповнили на Локхарт-роуд і Яффе-роуд — всі три — паралельні вулиці та основні магістралі в Ван-Чаї.
Хода від затоки Каусвей до Адміралтейства тривала з 15:00 до 23:00. Протестувальники поклали квіти на майданчику перед Тихоокеанською площею, де 15 червня чоловік покінчив життя самогубством. Вночі протестувальники перекрили Harcourt Road, внаслідок чого рух зупинився. Протестувальники дозволили проїхати деяким транспортним засобам — в основному автобусам та аварійним машинам.
Рано зранку Stand News, незалежне інтернет-видання, проаналізувало дані з протестів, зробивши висновок, що в протестах брали участь не менше 1,44 млн. CHRF заявив про явку майже 2 млн людей, встановивши тим самим рекорд за розмірами протестів Гонконгу. Поліція заявляє, що в ході найбільше брало участь 338 тис. учасників.
О 20:30 уряд опублікував заяву, в якій Керрі Лам вибачилася перед жителями Гонконгу та пообіцяла «щиро і смиренно прийняти всю критику та вдосконалити та служити громадськості».

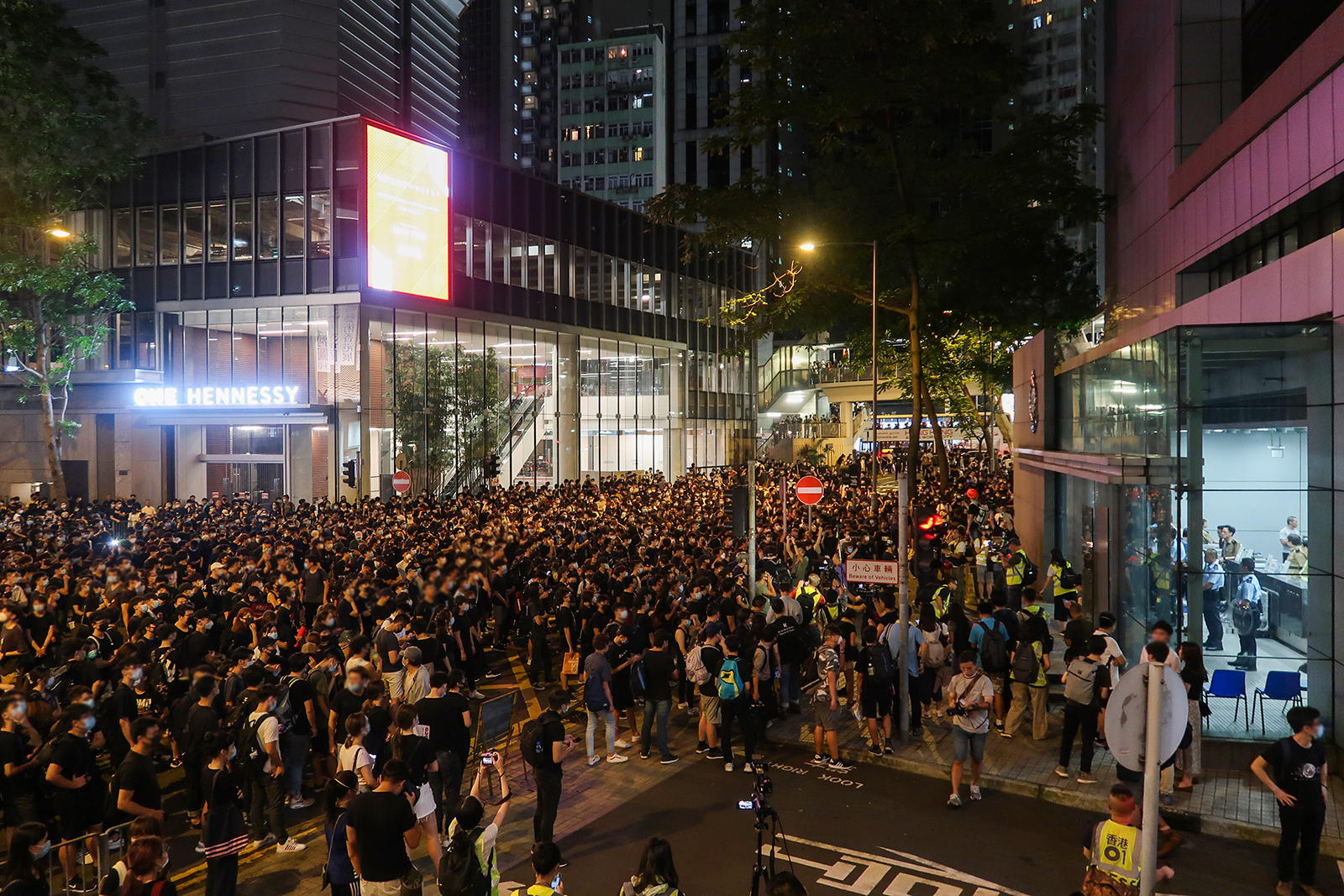
Протестувальники заблокували дороги і підходи до поліцейського центру

#### Липень
1 липня протестувальники увірвалися до приміщення парламенту. Вони розмальовували стіни графіті. При штурмі було розбито деяку кількість дверей та шибок. Постраждали також деякі меблі і комп'ютери.
Увечері 1 липня поліція таки вигнала мітингарів із приміщення парламенту.

#### Штурм LegCo

Прапор Гонконгу з чорним фоном — Чорна Баухінія — використовується деякими протестувальниками.

Близько 21:00 за місцевим часом сотні протестувальників штурмували законодавчу владу, прорвавши скляні стіни та металеві двері будівлі. Протестувальники пошкодили портрети колишніх президентів пропекінської законодавчої ради, намалювавши їх лозунгами на кшталт «Це ти навчив мене мирним маршам, що не діють» та «Немає бунтівників, є лише тиранічні закони», розбили меблі та вивісили на подіумі колоніальний прапор Гонконгу. У той же час протестувальники повісили таблички та встановили барикади, попереджаючи інших захищати об'єкти культури та не завдавати шкоди книгам у бібліотеці. Поліція почала використовувати сльозогінний газ для розгону протестувальників навколо LegCo о 12:05, а через 15 хвилин дійшла до будівлі.

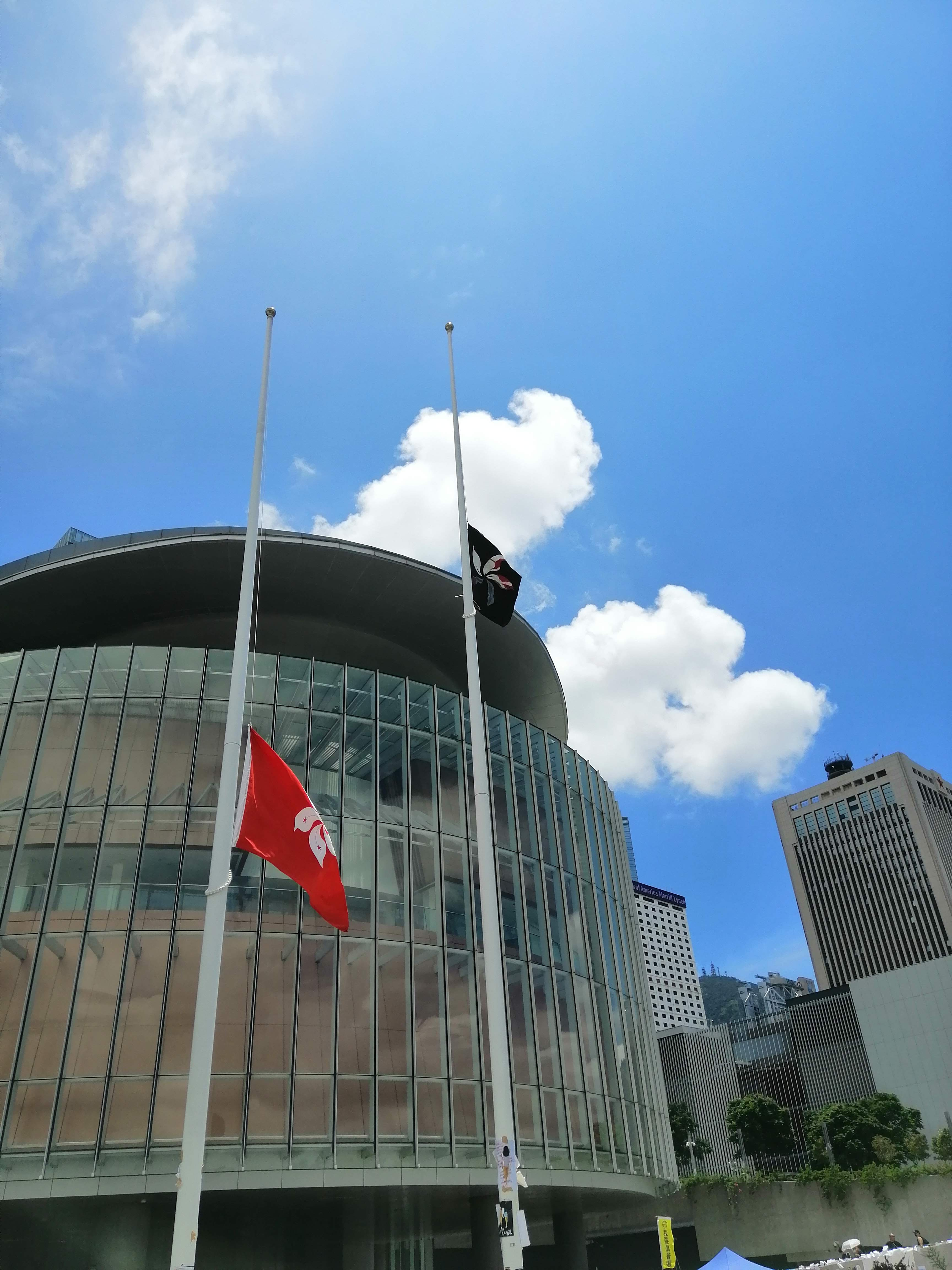
Чорний прапор Гонконгу поряд із традиційним, 1 липня

Протестувальники звинувачували китайську владу в окупації та майнових збитках через «відсутність реакції» Керрі Лам.
Керрі Лам о 4 ранку провела прес-конференцію, визнавши мирний та впорядкований марш, але засудила «насильство та вандалізм з боку протестувальників, які вторглися до будівлі Законодавчої ради». Лам натомість ухилилась від питань щодо випадків смертей протестувальників. 5 липня було заарештовано щонайменше 66 людей та висунуто перші офіційні звинувачення.

#### 5 липня, «сидячий протест матерів»
У п'ятницю ввечері відбувся другий мітинг матерів в саду Чатер в центрі міста. За даними організаторів, в ньому взяло участь близько 8000 людей, поліція заявляла про 1300 присутніх.
27 липня протести поновилися, тисячі людей знову вийшли на вулиці, незважаючи на заборону поліції. Поліція застосувала сльозогінний газ проти демонстрантів.
30 липня протестувальники перекрили залізничне сполучення.

#### 7 липня Цим Ша Цуй марш

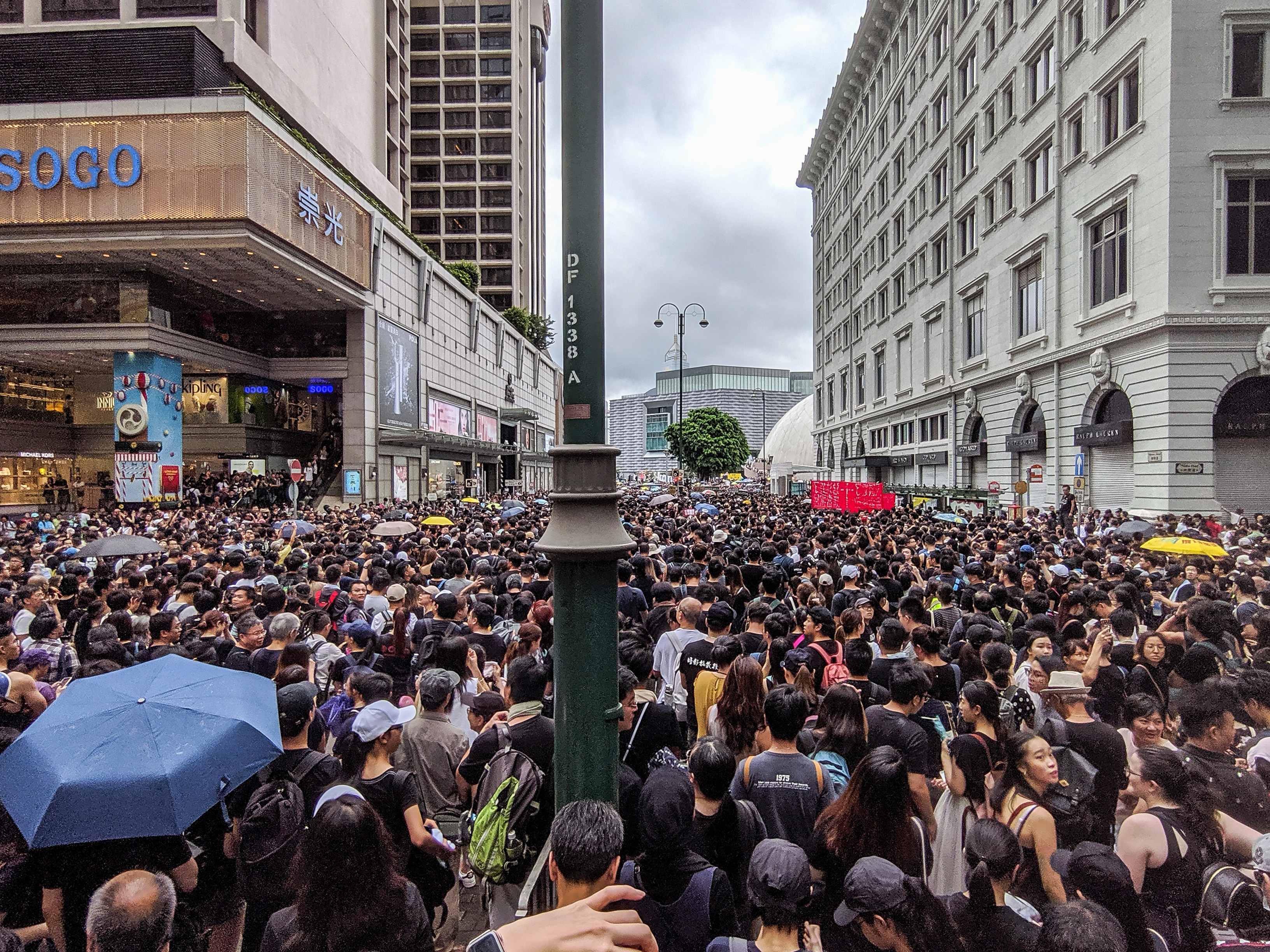
Десятки тисяч протестувальників на Натан-роуд, 7 липня.

##### Денний мітинг
Перший протест проти екстрадиції в коулунській частині Гонконгу відбувся 7 липня в Цим Ша Цуї. Перед маршем організатори пообіцяли, що це буде мирний мітинг.

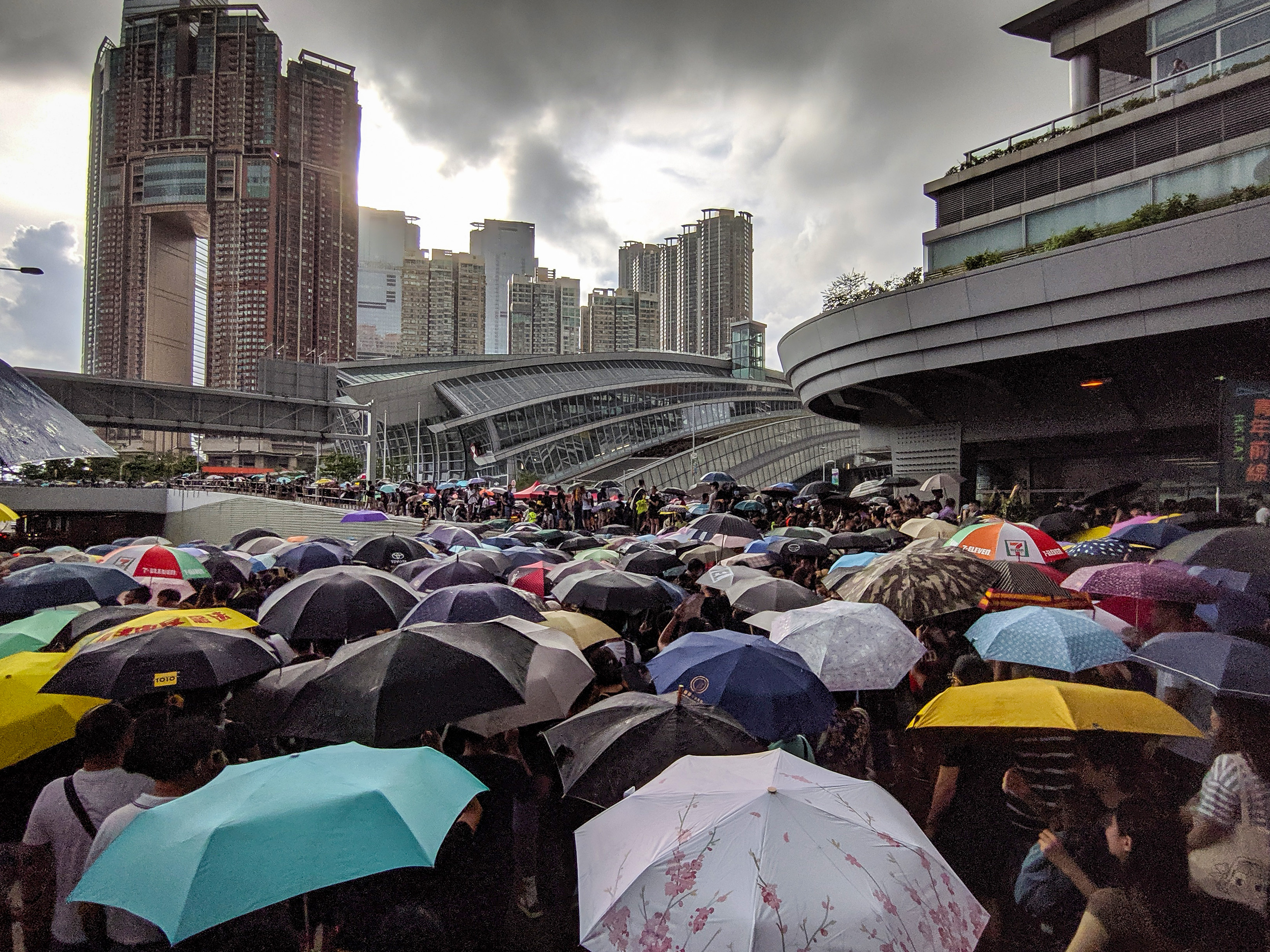
Протестувальники прибувають до місця маршу, на станцію Західний Коулун.

Мітинг розпочався з Салсбері ґарден о 15:30, натовп прямував до станції «Західний Коулун». Марш закінчився близько 19:00, організатори заявили про 230 тис. учасників, поліція нарахувала 56 тис..
Протестувальники пройшли по туристичним районам Натан-роуд та Кентон-роуд. Протест мав на меті створити гарне враження на туристів і пояснити їм проблеми гонконзців. Серед туристів розповсюджували буклети з копіями законопроєкту спрощеною китайською мовою.
Як запобіжні заходи поліція встановила водні барикади з пунктами пропуску для підтвердження особи пасажирів. MTR припинила продаж квитків на поїздки в полудень. Протестувальники засудили цю акцію, поскаржившись на її непотрібність та необґрунтованість.

##### Нічні сутички
Після закінчення маршу о 7:30 вечора близько 300 протестувальників покинули станцію і знову рушили до Canton Road. Вони продовжили Натан-Роуд і прибули до Монг-Кока, де зібрались поліціянти на вулиці Шаньтун. Спецназ (більшість поліціянтів відмовлялася показувати ідентифікаційний номер або картку працівника), напала на протестувальників і журналістів. До кінця ночі було здійснено щонайменше шість арештів. Наступного дня законодавець Лам Чеук-тин попросив незалежне розслідування поведінки поліції, закликав переглянути відеозапис, який може свідчити про застосування надмірної сили, і заявив, що відсутність документів може бути порушенням закону.

#### 10 липня сутички біля стіни Леннона в Ю Тонзі
10 липня кілька молодих людей спорудили імпровізовану стіну пам'яті Джона Леннона на стовпі поза виходом з транспортної компанії MTR, що в районі Ю-Тонґ. Незабаром їх було оточено десятками провладних активістів віку, яких підозрювали у співпраці з поліцією. Натовп збільшувався до ночі, вночі ж спалахнули численні сутички між провладними жителями та значно більшим натовпом протестувальників. Сотні поліцейських прибули і сформували лінію оборони на сходах. Їх звинувачували у тому, що вони не зупиняли насильство провладних жителів щодо молоді. Конфлікт тривав годинами і не вщухав до 13:00 11 липня. Було здійснено щонайменше три арешти.

#### 14 липня марш Ша Тіна

##### Денний мітинг
У другій половині дня 14 липня в районі Ша-Тин відбувся перший протест проти екстрадиції на стороні Нових територій Гонконгу. Мітинг розпочався з футбольного майданчика вулиці Чуй Тінь поблизу Че Кунг Міу о 15:10, натовп минув музей спадщини Гонконгу, прямуючи до автовокзалу станції Ша Тин. Протестувальники скандували «всі п'ять вимог мають бути виконані» та «поліція Гонконгу порушує закони». Перша партія протестувальників прибула до пункту призначення близько 16:45, марш завершився о 19:15. Організатори оцінили кількість учасників в 115 тис., поліція — 28 тис..

##### Нічні сутички
Після маршу протестувальники встановили барикади і з п'ятої вечора почали закидати поліцію різними предмети, включаючи дорожні конуси та пляшки. Згодом цього близько 20 офіцерів атакували протестувальників перцевим спреєм. Під час протистояння місцеві мешканці кидали людям необхідні речі, включаючи пляшки з водою, парасольки. О 18:00 десятки офіцерів підійшли ближче до натовпу, але тримали дистанцію, наказуючи з гучномовця людям розійтись. Напруженість зросла, коли поліцейський без показу документів намагався зняти маску з протестувальника.
Згодом протестувальники перейшли до сусіднього торгового центру, New Town Plaza. О 20:55 поліція попередила, що тих, хто не піде, буде заарештовано. За десять хвилин поліція підняла червоний прапор як попередження. О 22:00 вечора поліція почала застосовувати перцевий спрей.
Поки протестувальники намагалися виїхати з місця подій, вхід з торговельного центру до залізничного вокзалу було перекрито, поїзди проїжджали місцеву станцію без зупинки.
Законодавець Джеремі Там поставив під сумнів необхідність поліції перекривати вхід на залізничний вокзал та створювати конфлікт, якого можна було б уникнути. Депутат-демократ Ау Нокхін, який був там тієї ночі, також запитав, чому демонстрантам не дають розійтись. Пропекінські депутати заявляли, що демонстранти вчинили «організовані насильницькі дії» і що «ніхто не повинен ображати поліцію». Керрі Лам заявила, що поліція «застосовувала стриманість, коли на них напали». До кінця ночі було госпіталізовано щонайменше 22 людини, декілька в критичному та серйозному стані; і було проведено щонайменше 40 арештів.

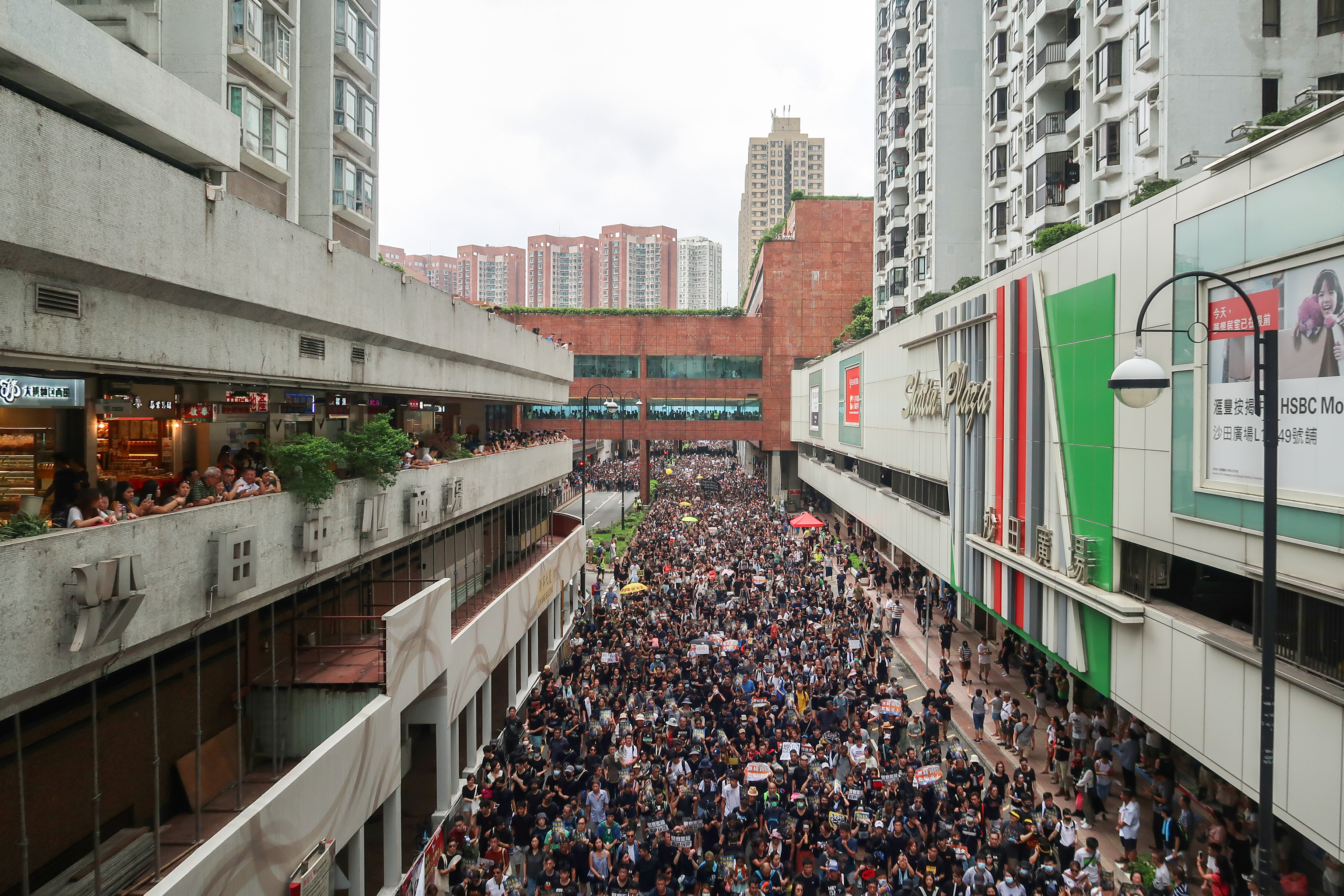
Десятки тисяч людей в центрі Ша Тінь поблизу ТЦ «New Town Plaza», 14 липня.
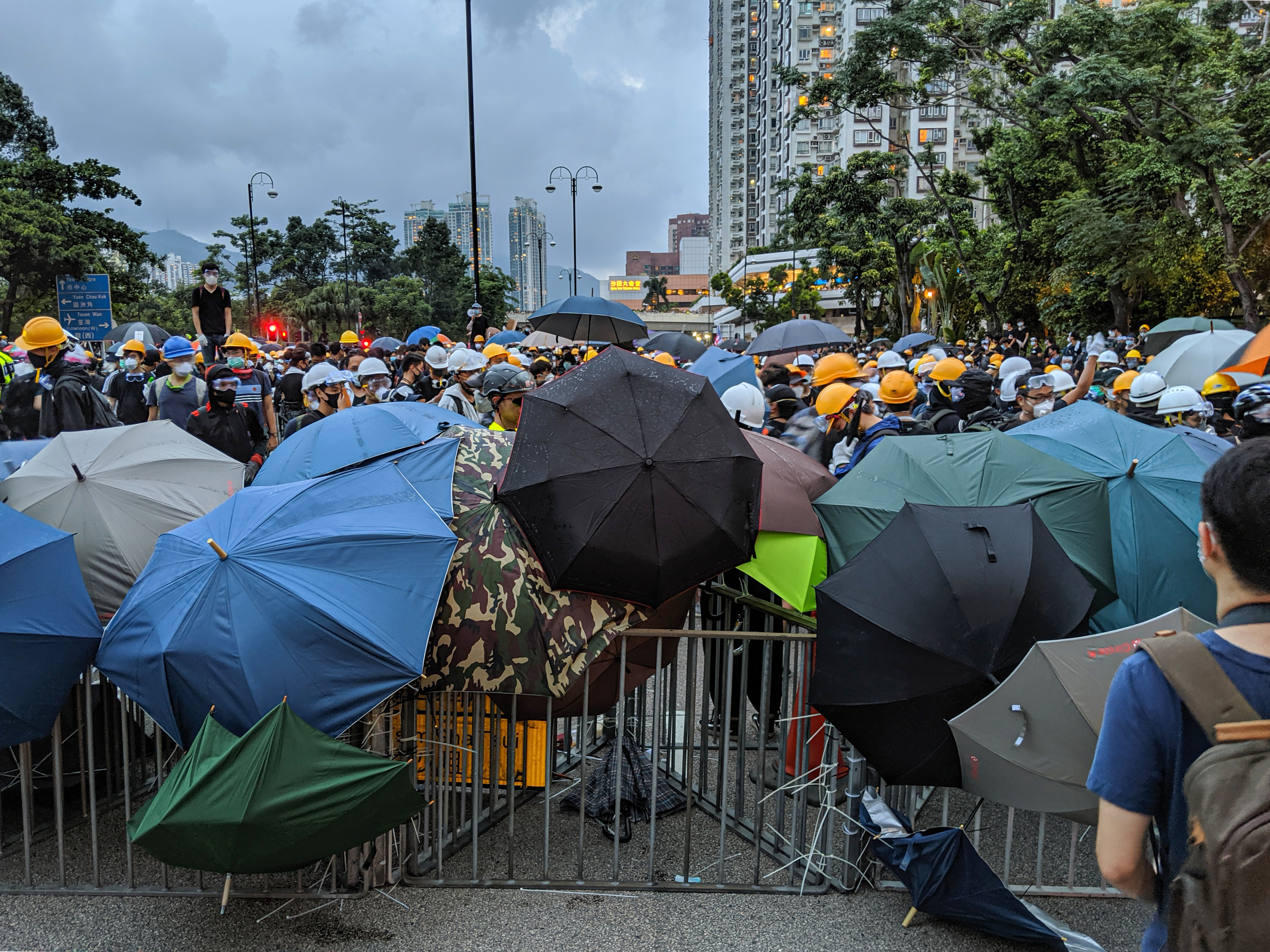
Протестувальники забарикадували ділянку дороги
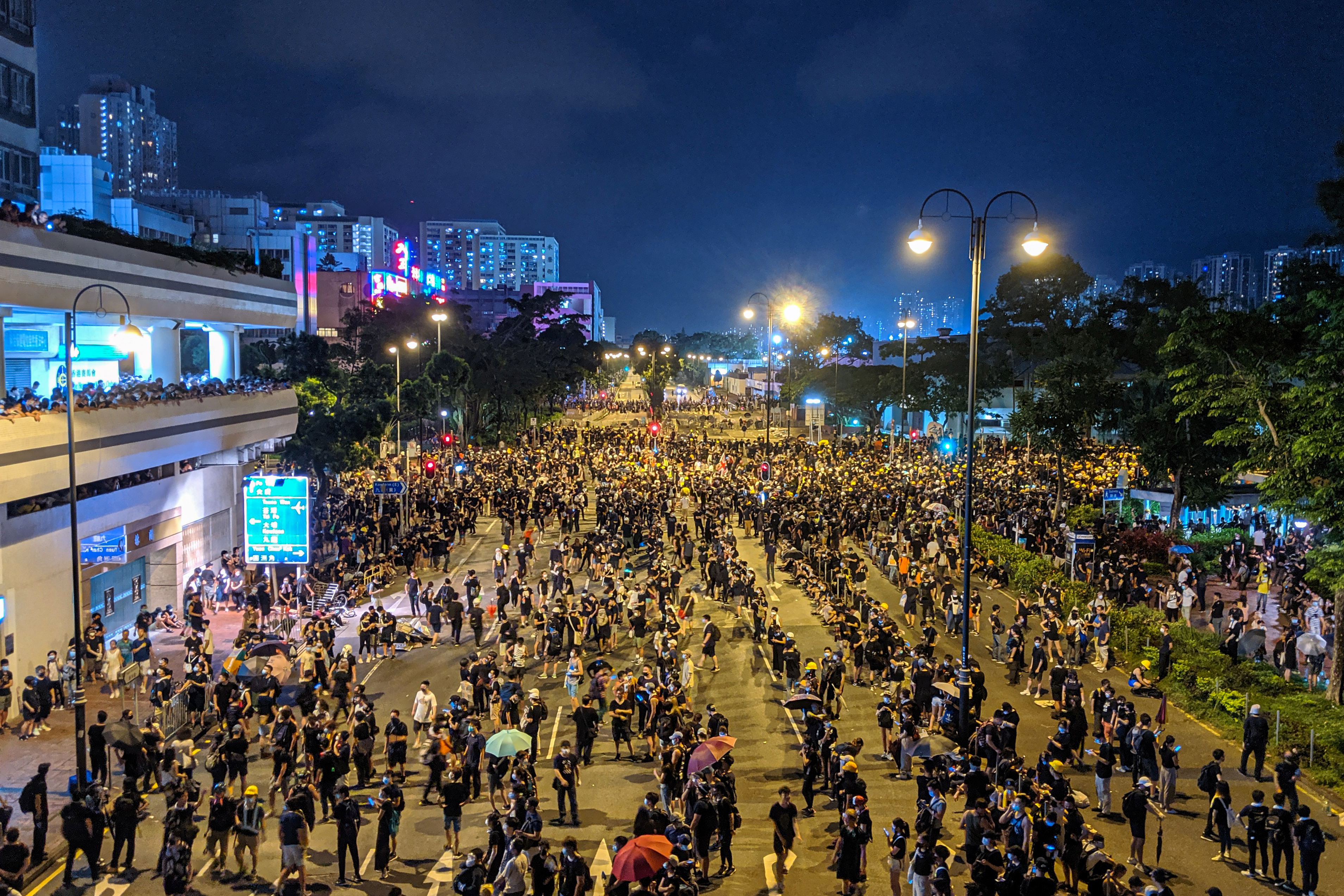
Між протестувальниками та поліцією, басейну клубу "Ша Тінь". Ніч 14 липня.

##### 15 і 16 липня протести бухгалтерів

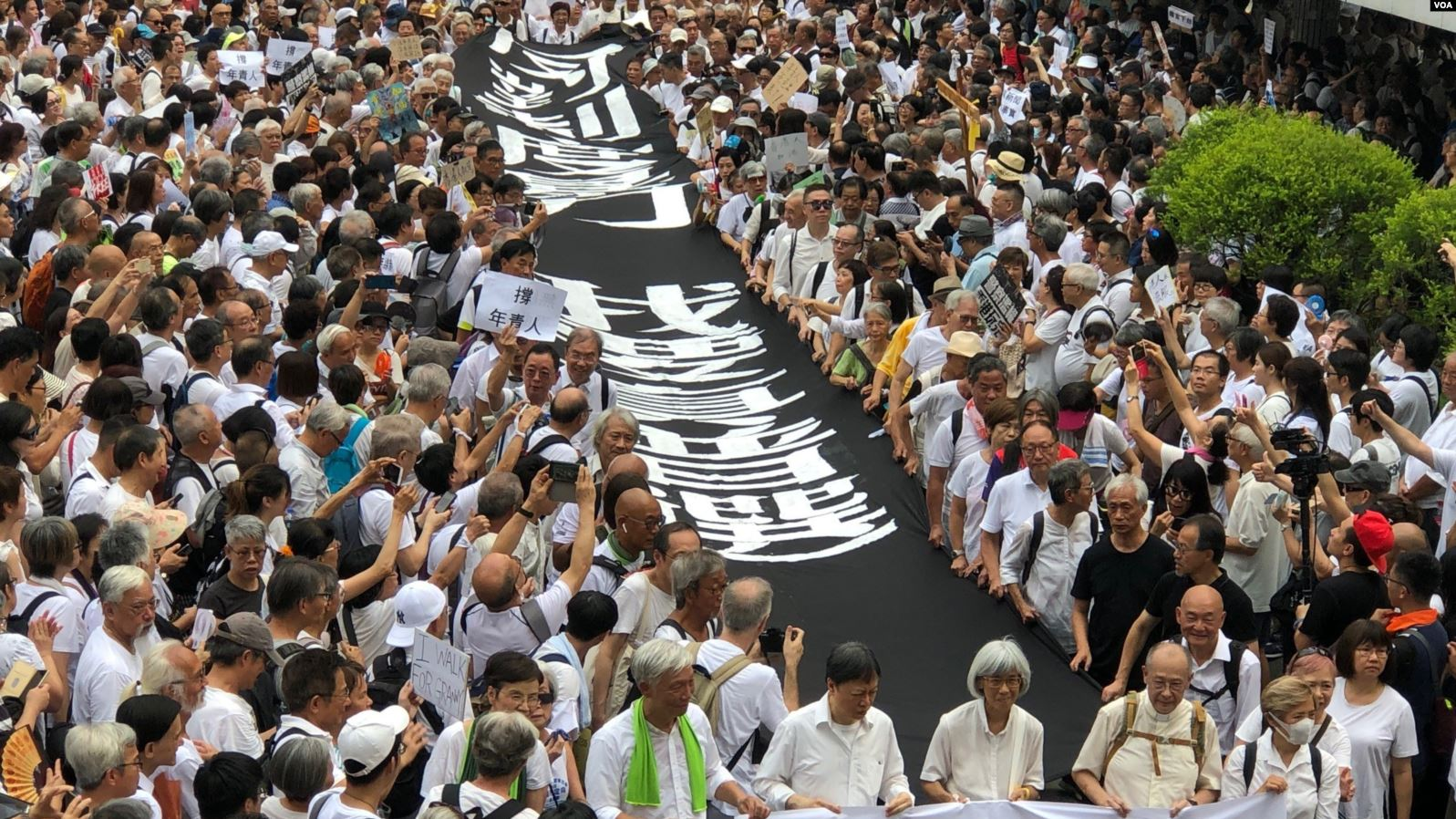
17 липня люди похилого віку йдуть на підтримку молоді в протестах проти екстрадиції.

Після сутичок у ніч на неділю з поліцією біля ТЦ New Town Plaza, в понеділок ввечері близько 100 демонстрантів та місцевих жителів зібралися в торговому центрі, щоб вимагати пояснень від власників ТЦ щодо подій попередньої ночі. У вівторок кілька сотень людей знову прийшли до ТЦ, звинувачуючи власників у наданні допомоги поліції, що призвело до численних госпіталізацій та арештів. Протестувальники скандували «ганьба Сун Хун Каю за розпродаж гонконгерів». Багато людей також пройшли під ТЦ і побудували так звану Стіну Леннона з численними скаргами.

##### 15 липня— «марш голодних»
Увечері 15 липня протестувальники, що голодували, а також 2400 протестувальників вирушили з Центру адміралтейства до резиденції виконавчого директора — Будинку уряду. Вони закликали відповісти на п'ять вимог протестуючих і попросили конференції з Керрі Лам. Керрі Лам не відповіла.

##### 17 липня марш літніх людей
Група людей похилого віку, одягнених у біле, вирушила з Саду Чатер до Центрального уряду 17 липня 2019 року. Організатори нарахували 9000 учасників, поліція — 1500. Під час мітингу «сивих», організованого Чу Ію-міном, учасники підтримали молодих людей на передовій протестів. Вони повторили п'ять ключових вимог руху за демократію. Марш спростовував думку, нібито всі старші громадяни дотримуються прокитайських поглядів.
Демонстранти несли великі транспаранти та саморобні плакати, на одному з яких було сказано: «Діти, тато прийшов».

#### 27 липня— відновлення Юен Лонг
Незважаючи на заборону мітингів, тисячі людей приїхали 27 липня на протести проти поліцейської атаки натовпу в Юен Лонгу попередньої неділі. Було заарештовано чоловіка, що вдарив ножем одного з протестувальників, одягненого в чорне. Протестувальники пройшли головними дорогами в районі Юен Лонґ і оточили поліцейський відділок. Леонард Ченг, керівник університету Лінґнан, приєднався до маршу як спостерігач, ставши першим ректором університету, що взяв участь у протестах після Революції парасольок 2014 року. Організатори оголосили, що в протестах брали участь 288 тис. осіб. Для розгону мітингувальників поліція використала в житловому районі сльозогінний газ, а ввечері протистояння між протестувальниками та поліцією переросли у жорстокі сутички на станції Юен Лонґ.

#### Серпень
3 серпня протестувальники проводять мітинги в районі Вонкок, 4-го серпня планується марш і масовий страйк. До мітингу готові приєднатися кілька профспілок. Протестувальники перекрили тунель Крос-Гарбор, який пов'язує острів Гонконг і напівострівну частину міської зони Гонконгу Коулун. Деякі учасники будують на вулицях барикади.
4 серпня поліція повторно застосувала сльозогінний газ проти протестувальників. В ніч проти 4-го серпня сотні протестувальників в масках перекрили центральні дороги міста, пофарбувавши світлофори, та не дозволяли транспорту в'їжджати в тунель через гавань, що поєднує Гонконг та Коулун.

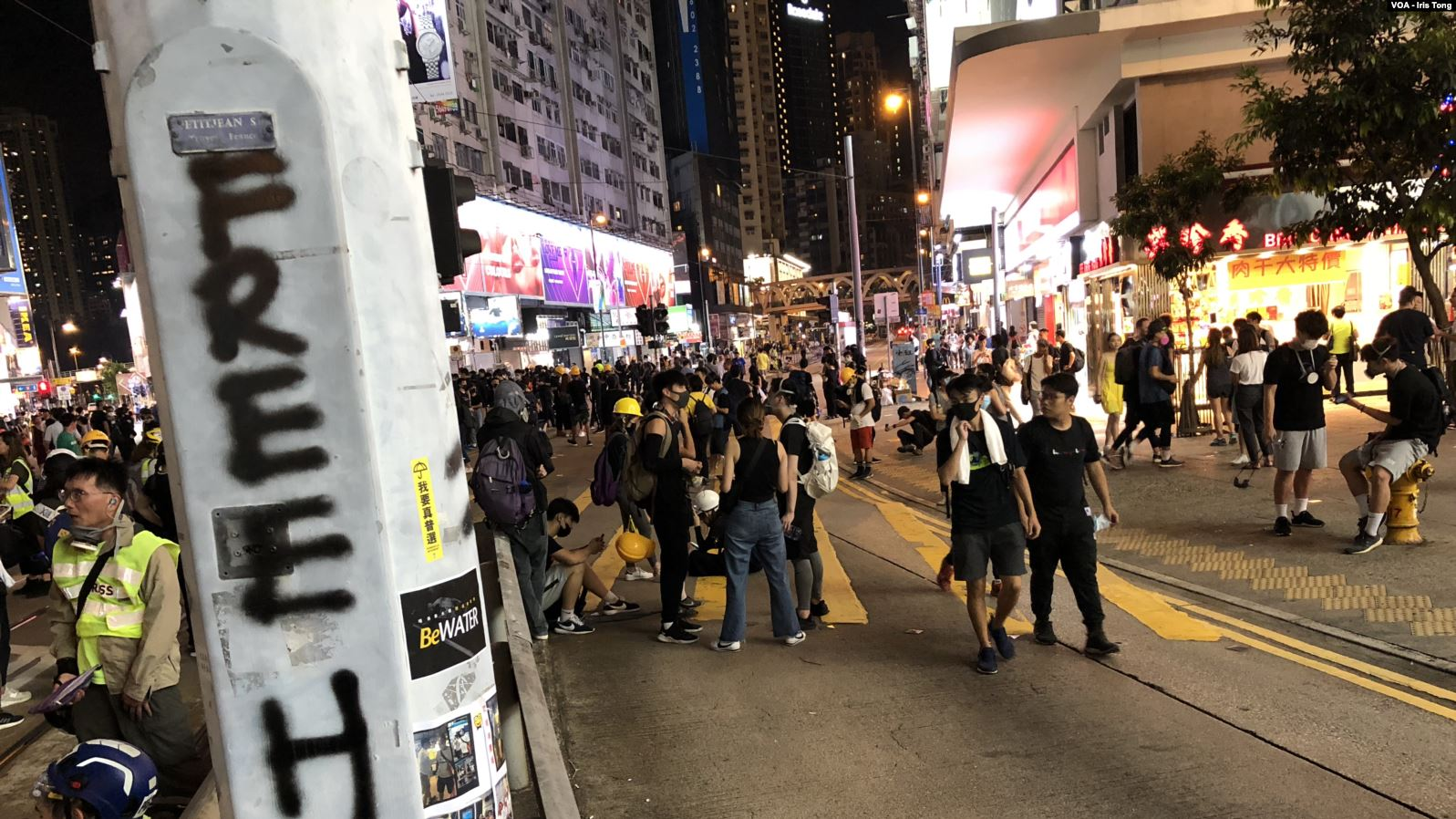
Протестувальники на Каусейвей-Бей 11 серпня

Страйки вплинули на роботу місцевого транспорту: у місті ускладнений рух автомобілів та метро, частину тунелів і доріг заблоковано протестувальниками. Третина диспетчерів з аеропорту Гонконгу приєдналась до протестів, через це було скасовано понад 200 рейсів і працювала одна злітна смуга замість двох.
7 серпня китайська влада провела тренування для 12 тисяч правоохоронців у місті Шеньчжень, що межує з Гонконгом. Це пояснювали підготовкою до святкування 70-ліття Народної республіки, що має пройти 1 жовтня. Люди, що зображували протестувальників, були одягнені в чорну форму. «Протестувальники» закидали поліціянтів палками та саморобними газовими бомбами, у відповідь поліція вчилась використовувати дим та сльозогінний газ.
12 серпня аеропорт Гонконгу скасував відправлення та прийом понад сотні авіарейсів у зв'язку із масовими акціями протесту. 12-13 серпня на летовищі було скасовано практично всі рейси. 13 серпня зранку аеропорт було ненадовго відкрито.
15 серпня Китай почав стягувати війська на південь, до кордону з Гонконгом. Кілька тисяч військових було розміщено на стадіоні в Шеньчжені на відстані 7 км від кордону.
21 серпня протестувальники проводили сидячу акцію протесту на станції метро «Юен Лонґ», що була присвячена місяцю з дня нападу невідомих осіб на протестувальників на цій станції. Згодом того ж дня протест переріс в зіткнення сотень демонстрантів з поліціянтами. Мітингувальники забарикадували станційні входи, а проти правоохоронців використовували вогнегасники, лазерні указки і маслянисту рідину, якою заливали підлогу.
25 серпня поліція вперше застосувала водомети, щоб розігнати протестувальників, які побудували барикади на вулицях. Крім того було використано сльозогінний газ.
26 серпня поліціянтами було вперше застосовано вогнепальну зброю для протидії мітингувальникам. Представники поліції заявили, що вогонь було відкрито як попередження. Протестувальники намагаються кидати в поліціянтів цеглу та пляшки із запальною сумішшю. У відповідь поліція застосовує гумові кулі, водомети та сльозогінний газ.
Також у серпні гонконзькі активісти вимагали від YouTube заборонити відеорекламу, що спотворює інформацію про протести. Учасники й прихильники протестів вимагають заборони державному телебаченню Китаю показувати рекламу на YouTube, адже та може дезінформувати глядачів про реальний стан справ під час протестів.

#### Вересень
15 вересня поліція застосувала водяні гармати і газ проти протестувальників. Зіткнення з правоохоронцями відбуваються в Адміралтействі, біля штаб-квартири Народно-визвольної армії КНР.
16 вересня поліціянти затримали 89 учасників протестів, 18 протестувальників отримали поранення. Чергові зіткнення поновилися в неділю ввечері. Поліціянти повідомили, що кілька протестувальників напали на них, кидали бензинові бомби та цеглу. Події переросли у вуличні бійки.
22 вересня учасники протестів розгромили торговельний центр «Нью-Таун Плаза» в окрузі Сатхинь. За даними ЗМІ, протестувальники атакували бізнес, лояльний до уряду КНР. Поліція закрила торговий центр і найближчу станцію метро.
24 вересня троє невідомих напали на члена Законодавчої ради від опозиційної Демократичної партії, 36-літнього активіста Роя Квона. Рой відомий підтримкою антиурядових протестів.
26 вересня Керрі Лам назвала деякі з вимог протестувальників «нереалістичними», відмовившись звільняти затриманих в протестах гонконжців. На цей день було заарештовано не менше 1500 осіб.
30 вересня влада Гонконгу заборонила проведення протестного маршу, присвяченого 70-літтю незалежності КНР. Марш було заплановано на 1 жовтня, коли на материковому Китаї відзначають День незалежності. Незважаючи на заборону, протестувальники планують проведення інших акцій протесту.

#### Жовтень
1 жовтня під час демонстрацій поліція вперше застосувала бойові патрони проти протестувальників, в результаті чого загинула одна людина. Цього дня десятки тисяч гонконжців вийшла на вулиці міста в чорному одязі з вимогою до компартії КНР «повернути владу народові».
7 жовтня таксист в'їхав у натовп протестувальників, внаслідок чого до лікарні потрапили четверо людей. Самого водія було побито натовпом, в результаті його без свідомості також було відвезено до лікарні.
10 жовтня в Google Play Market було заблоковано гру «Революція нашого часу», присвячену революції.
З 13 жовтня протестувальники змінили тактику протестів. Замість великих акцій непокори китайському урядові, люди збираються невеликими групами, використовуючи «партизанські методи». Цього дня в чотирьох районах міста відбулися сутички з поліцією, двічі поліціянти застосували сльозогінний газ.
20 жовтня десятки тисяч мітингувальників намагалися провести новий марш, через що сталися нові сутички з поліціянтами які застосували сльозогінний газ і водомети з блакитною фарбою.

#### Листопад
1 листопада (п'ятниця) — під час сутичок постраждало понад 50 осіб, один перебуває в тяжкому стані. Поліціянти затримали понад 200 учасників протестів.
2 листопада в ТЦ Сітіплаза в районі Тайгучен під час протестів чоловік напав з ножем на мітингувальників. Депутат районної ради від опозиційної Демократичної партії Ендрю Чю намагався зупинити злочинця, під час чого той відкусив йому вухо. Нападника після цього було побито натовпом. Незабаром після нападу поліціянти застосували сльозогінний газ для розгону протестувальників, провівши кілька арештів.
Цього ж дня було підпалено станцію метро та кілька будівель, включно із офісом державного інформаційного агентства Сіньхуа.
11 листопада поліція відкрила вогонь по протестувальниках, в результаті чого отримав поранення 21-літній учасник протестів.
14 листопада було вирішено призупинити навчання в усіх школах міста.
17 листопада поліція застосувала сльозогінний газ на території студмістечка проти мітингувальників, які спали на газонах та в університетській бібліотеці. Всього за півроку протестів було заарештовано 3,5 тис. мітингувальників, більше 3 тис. людей отримали важкі поранення, нараховується кілька десятків жертв від дій поліції та «тітушок».
18 листопада Високий суд Гонконгу скасував розпорядження місцевої адміністрації, що забороняла носити маски учасникам масових протестів. Ця заборона, як визначив суд, суперечила Основному закону, згідно якого 1997 року Гонконг перейшов від Британії під керівництво Китаєм. Цього ж дня поліціянти оточили протестувальників всередині Політехнічного університету. Погрожуючи їм застосуванням бойових патронів, від протестувальників вимагали покинути приміщення вузу.
21 листопада Палата представників США майже одностайно підтримала резолюцію Сенату США на підтримку протестувальників в Гонконзі. Проти резолюції проголосував лише один конгресмен. Документ зобов'язав Державний департамент перевіряти, чи існує в самоврядному місті достатній рівень автономії, та дозволив владі США накладати санкції на тих представників китайської влади, що порушують права людини в Гонконзі.
24 листопада в місті проводились вибори, що мали обрати 452 депутатів у різних радах міста. Явка на виборах перевищила попередні показники щонайменше втричі. Це пояснюється тим, що жителі міста переймались можливим закриттям дільниць через протести.

#### Грудень
24 грудня протестувальники розгромили кафе Starbucks та Maxim's Caterers. Останній потрапив під критику після того, як донька засновника компанії-власника місцевої франшизи засудила протестувальників у Раді ООН з прав людини в Женеві.
Численні сутички відбулися в багатолюдних торгових центрах, де протестувальники зіткнулися з поліцейськими, в той час як поліція продовжила використовувати сльозогінний газ. Один протестувальник отримав серйозні травми, випавши з балкону, тікаючи від поліціянтів. Поліція повісила «блакитний прапор» у торговому центрі, що означає, що масові збори людей там стали незаконними.
Щонайменше 25 та 31 грудня поліціянти застоусували проти мітингувальників сльозогінний газ.

### 2020
У новорічних протестах взяло участь більше мільйона осіб. В ході антиурядового мітингу було заарештовано більше 400 протестувальників.
18-19 січня — в центрі міста зібралось близько тисячі мітингувальників, поліція переслідувала їх та застосувала проти них сльозогінний газ, демонстранти побили кількох поліціянтів.
30 червня КНР ухвалив закон про нацбезпеку Гонконгу, правозахисники заявили, що цей закон влада КНР буде використовувати для придушення демократичного руху Гонконгу.
30 червня — 1 липня протести продовжились, поліціянтами було заарештовано 180 осіб, семеро отримали звинуваченнями у порушенні закону про нацбезпеку. Після арештів мітингарі перекрили одну з вулиць дорогу металевими конструкціями.
6 вересня поліціянтами КНР було зааршетовано щонайменше 90 мітингувальників під час протестів проти відкладання виборів Законодавчих зборів Гонконгу.

## Організація протестів
Протести в Гонконзі не мають чітко визначеного лідера, а організовуються завдяки координації в соцмережах. Через побоювання щодо прослуховування звичайних месенджерів та соцмереж, гонконжці активно використовують додаток Bridgefy, що дозволяє анонімно й децентралізовано спілкуватись, виключаючи можливість стеження за учасниками розмов. Додаток працює без серверів, а дані передаються через Bluetooth людям, що знаходяться поруч. Таким чином, повідомлення поступово знаходить свого адресата. Раніше цей додаток був популярним серед глядачів великих спортивних подій та концертів. Однак з початком протестів програма стала популярною саме в Гонконзі.

## Наслідки
20 липня 2020 Британія призупинила екстрадицію до Гонконгу через побоювання, щодо можливої відправки до Китаю всіх переданих підозрюваних з Британії.